# Niles Eldredge
Niles Eldredge (născut la 25 august 1943) este un paleontolog american, care, împreună cu Stephen Jay Gould, au propus teoria evoluționistă a echilibrului punctat în 1972.
Probabil, cea mai importantă contribuție științifică a lui Eldredge a fost teoria echilibrului punctat pe care a dezvoltat-o împreună cu Stephen Jay Gould și pe care cei doi au publicat-o în 1972. Teoria celor doi savanți americani propune un model în care lungi perioade temporale de stabilitate sunt punctate de momente rare de salt evoluționar "brusc", numit cladogeneză. Teoria a  contrastat total cu ideea relativ împământenită a gradualismului filetic, care susținea implicit că schimbările evoluționare sunt marcate printr-un caracter de schimbare continuă, graduală și chiar predictibilă a unei specii, pe care lumea științifică, anterior publicării teroriei echilibrului punctat, căuta să o identifice în modul în care fosilele sugerau o evoluție graduală.

## Educație
Eldredge și-a început studiile sale ca student la latină la Columbia University. Înainte de terminarea studiilor și-a schimbat orientarea profesională optând pentru studii de antropologie sub îndrumarea lui Norman D. Newell. Cam în aceeași perioadă de timp, a început munca sa la American Museum of Natural History, în cadrul studiilor unui program de masterat, rezultat al colaborării dintre Columbia University și același Muzeu american de istorie naturală.
Eldredge a terminat cu summa cum laude de la Columbia College of Columbia University în 1965 și apoi s-a înscris imediat la programul de doctorat al aceleiași universități pe care l-a terminat în 1969.